# SG 01 Hoechst
SG 01 Hoechst ist ein deutscher Fußballverein aus Frankfurt am Main.

## Geschichte

### Gründung und Anfangszeit
Der Club aus dem heutigen Frankfurter Stadtteil Höchst wurde am 6. März 1901 unter dem Namen Fußballclub 1901 Höchst gegründet. Das erste Spiel verlor man gegen die II. Mannschaft des FC Victoria Frankfurt mit 0:2. 1920 schloss sich der Verein mit dem Sportverein 1908 Höchst, der Turngemeinde 1847 Höchst  und der Athletenvereinigung Höchst zur Turn- und Sportgemeinde 1847 Höchst zusammen, von der sich 1924 die TG 1847 Höchst wieder abspaltete. Der restliche Verein erhielt im selben Jahr den Namen TSG 01 Höchst.

### Nach dem Zweiten Weltkrieg
1945 wurde der Verein aufgelöst und am 18. November 1945 als SG 01 Höchst neu gegründet (die Schreibweise SG 01 Hoechst wurde erst 1972 eingeführt). 1970 schaffte die Mannschaft den Aufstieg in die Gruppenliga (die damals zweithöchste Amateur-Spielklasse). 1975 spielte die Mannschaft erstmals im DFB-Pokal, wo sie gegen den ASV Idar-Oberstein mit 2:3 unterlag.

### Oberliga
1977 stieg die SG Hoechst in die Oberliga Hessen auf und schaffte nach zwischenzeitlichem Abstieg 1987 und 1993 jeweils den Wiederaufstieg. 1998 gewann die Mannschaft durch einen 4:1-Sieg gegen den SC Neukirchen den Hessenpokal und nahm zum zweiten Mal am DFB-Pokal teil (1:2 gegen Energie Cottbus). 1999 nahm die SG Hoechst als Vizemeister der Oberliga an der Relegationsrunde zur Regionalliga teil, verpasste jedoch den Aufstieg. Die Mannschaft konnte dennoch weiterhin sportlich in der Oberliga mithalten und zählte zeitweise zu den stärksten Teams der Liga; noch in der Saison 2001/02 belegte man den 3. Platz.

### Absturz und Neuanfang
Nach der sportlich erfolgreichen Saison 2001/02 zog die SG Hoechst aus finanziellen Gründen ihre Mannschaft aus der Oberliga zurück. 2003 musste der Verein schließlich Insolvenz anmelden. Dies führte dazu, dass die 1. Mannschaft bis in die neuntklassige Kreisliga A Main-Taunus abstieg. 2010 schaffte die Mannschaft den Aufstieg in die Kreisoberliga (8. Liga), 2011 gelang der Aufstieg in die nächsthöhere Spielklasse, die Gruppenliga Wiesbaden. Von 2014 bis 2016 spielte der Verein erneut in der Kreisoberliga Main-Taunus, ehe wieder der Aufstieg in die Gruppenliga Wiesbaden gelang. In der Saison 2021/22 sicherte man sich dort unter Trainer Bülent Öztürk mit dem 13. Platz knapp den Klassenerhalt. In den letzten beiden Ligapartien stand der ehemalige Bundesligaprofi Michael Thurk mit auf dem Platz und erzielte dabei einen Treffer.

## Ehemalige Spieler
- Marko Marin, Bundesligaspieler bei Borussia Mönchengladbach und Werder Bremen, 16-maliger A-Nationalspieler
- Slobodan Komljenovic, Bundesligaspieler bei Eintracht Frankfurt, MSV Duisburg u. a.
- Francis Kioyo, Bundesligaspieler u. a. bei 1. FC Köln, 1860 München
- Ralf Balzis,Bundesligaspieler bei Hamburger SV und Eintracht Frankfurt
- Ernst Abbé, Bundesligaspieler bei Eintracht Frankfurt
- Holger Anthes, Bundesligaspieler bei Eintracht Frankfurt
- Michael Klein, Bundesligaspieler bei Eintracht Frankfurt
- Dietmar Rompel, Bundesligaspieler bei Eintracht Frankfurt
- Angelo Barletta, Zweitligaspieler beim FSV Frankfurt, Trainer bei Kickers Offenbach
- Erol Bulut, Bundesligaspieler bei Eintracht Frankfurt
- Michael Thurk, Bundesligaspieler beim 1. FSV Mainz 05 und Eintracht Frankfurt